# Benceno 1,2-dioxigenasa
La benceno 1,2-dioxigenasa (EC 1.14.12.3) es una enzima que cataliza la siguiente reacción química:
Por lo tanto los cuatro sustratos de esta enzima son benceno, NADH, iones hidrógeno y oxígeno; mientras que sus dos productos son cis-ciclohexa-3,5-dieno-1,2-diol y NAD+
.

## Clasificación
Esta enzima pertenece a la familia de las oxidorreductasas, más específicamente a aquellas que actúan sobre un par de dadores de electrones, con la incorporación o reducción de oxígeno molecular, más concretamente con la incorporación de dos átomos de oxígeno en uno de los dadores.

## Nomenclatura
El nombre sistemático de esta clase de enzimas es benceno, NADH:oxígeno oxidorreductasa (1,2-hidroxilante). Otros nombres de uso común pueden ser benceno hidroxilasa, y benceno dioxigenasa.

## Estructura y función
Esta enzima participa en la degradación del naftaleno y del antraceno, por lo que tiene importantes implicancias biotecnológicas en procesos de biorremediación. Posee cuatro cofactores: FAD, hierro, azufre,  y hierro-azufre.  